# 떤선녓 국제공항
떤선녓 국제공항(베트남어: Sân bay quốc tế Tân Sơn Nhất, IATA: SGN, ICAO: VVTS)은 베트남의 호찌민시에 있는 국제공항이다. 이 공항은 민간 및 군사 겸용 공항이다. 이 공항의 IATA 코드 'SGN'은 호찌민시의 옛이름 사이공에서 유래한다. 떤선녓 국제공항은 규모와 수용 능력 면에서 베트남 최대의 공항이다.
2007년 이 공항을 이용한 승객은 1100만명이었고, 2016년에는 3250만명으로 폭증했다.
이 공항은 베트남 남부의 호찌민시를 거점으로 한다. 호찌민시 중심부(1군)에서 7km 떨어진 떤빈 군에 위치하고 있으며, 공항에서 시내까지는 택시와 버스(152번)로 오고 갈 수 있다.
최근 이 공항의 이용객이 급증하고 있으며, 시내 접근성 문제 때문에, 베트남 정부는 호찌민시에서 50km 떨어진 동나이성 롱타인현에 새 공항을 건설할 예정이다. 대체 공항의 이름은 롱타인 국제공항으로, 2014년에 착공해 2020년에 완공될 예정이다.
| 공항              | 규모 (헥타아르) | 수용 능력 (만명/년) |
| ----------------- | --------------- | ------------------- |
| 떤선녓 국제공항   | 800             | 2500                |
| 노이바이 국제공항 | 650             | 1900                |
| 다낭 국제공항     | 650             | 600                 |

## 역사
1930년대 초반 프랑스 식민 정부에 의해, 떤선녓 마을에 비행장을 건설하였다. 1956년 중반, 미국의 원조에 의해 남부의 주요 국제 공항으로 확장되었다. 베트남 전쟁 동안 남부 공군과 미군의 중요한 군사 시설(공군 기지)이었다. 또한 파리 협정에 따라 북베트남 정부 대표단도 공항에 주둔했다.
1975년 4월 30일, 북베트남군의 지상 부대에 의해 포위되어 베트남 전쟁이 끝났다. 에어 베트남은 운항이 정지되었다. 2004년 12월 9일 베트남 전쟁 후 처음으로 미국 항공사의 비행기가 다시 취항하였다.

### 국내선
원래는 국내, 국제 공용 터미널이었지만, 2007년 8월 신국제선 터미널의 공사가 시작됨에 따라 국내선 전용 터미널이되었다. 베트남 항공과 제트스타 퍼시픽 항공이 이용하고 있다.

### 국제선
국제 항공 수요의 증가로 새로운 국제선 터미널이 일본의 정부 개발 원조(ODA)에 의해 건설되었다. 4층 건물의 새로운 터미널은 10 만m2의 면적에 8개의 탑승 교량을 갖추고 연간 800만 ~ 1000만명의 여객을 수용할 수 있다. 제2터미널은 2007년 8월 28일부터 이용이 시작되고 독립기념일인 9월 2일 그랜드 오픈했다. 제2터미널은 원래 연간 1,000만 명의 승객을 수용하도록 설계된 것이다. 2014년에 승객수는 이미 900만 명의 초과하는 수준에 이르렀고, 터미널을 확장해야 할 상황에 이르렀다. 긴급한 터미널 확장의 첫 단계는 2016년 12월에 신규 탑승교와 기타 시설을 추가함으로써 완료되었다. 2단계 완료가 끝나서 연간 1300만명을 수용할 수 있게 되었다.

### 제3터미널 ~ 제4터미널
2019년까지 완공될 예정인 제3터미널은 1,000만 명의 승객을 더 수용하고, 15,000만 명의 승객을 더 수용할 수 있는 제4터미널 공사가 현재 계획 중에 있다. 이 두 터미널의 추가로 항공사의 승객 수용량은 2017년 25,000만 명에서, 53,000명으로 늘어날 예정이다.

## 운항 노선

### 국제선
| 항공사              | 목적지 |
| ------------------- | --- |
| 베트남 항공         | 가오슝, 광저우, 나고야(주부), 덴파사르, 델리, 도쿄(나리타), 런던(히드로), 마닐라, 멜버른, 뭄바이, 뮌헨, 방콕(수완나품), 베이징(다싱), 부산, 비엔티안, 상하이(푸둥), 샌프란시스코, 서울(인천), 선전, 시드니, 시엠립, 싱가포르, 양곤, 오사카(간사이), 자카르타(수카르노 하타), 코펜하겐 - (2025년 12월 15일 신규취항), 쿠알라룸푸르, 쿤밍, 타이페이(타오위안), 파리(샤를 드 골), 퍼스, 푸껫, 프놈펜, 프랑크푸르트, 하이커우, 항저우, 홍콩(첵랍콕), 후쿠오카 |
| 밤부 에어웨이즈     | 방콕(돈므앙) |
| 비엣젯 항공         | 가오슝, 광저우, 고치, 나고야(주부), 덴파사르, 델리, 도쿄(나리타), 도쿄(하네다), 멜버른, 뭄바이, 베이징(다싱), 벵갈루루, 방콕(수완나품), 부산, 브리즈번, 비엔티안, 상하이(푸둥), 서울(인천), 시드니, 시안, 싱가포르, 아메다바드, 오사카(간사이), 자카르타(수카르노 하타), 장자제, 청두(톈푸), 쿠알라룸푸르, 타이중, 타이페이(타오위안), 퍼스, 푸껫, 하이데라바드, 홍콩(첵랍콕), 후쿠오카                                                                   |
| 대한항공            | 서울(인천) |
| 아시아나항공        | 서울(인천) |
| 제주항공            | 서울(인천) |
| 티웨이항공          | 서울(인천) |
| 중국국제항공        | 베이징(수도), 충칭 |
| 중국남방항공        | 광저우, 상하이(푸둥), 선전, 우한, 창사 |
| 중국동방항공        | 난징, 닝보, 상하이(푸둥), 쿤밍, 항저우 |
| 루이리 항공         | 리장, 시솽반나 |
| 샤먼 항공           | 샤먼 |
| 선전 항공           | 선전 |
| 쓰촨 항공           | 난닝, 청두(톈푸) |
| 준야오 항공         | 상하이(푸둥) |
| 춘추항공            | 광저우, 상하이(푸둥) |
| 칭다오 항공         | 다롄, 이창 |
| 쿤밍 항공           | 쿤밍 |
| 하이난 항공         | 하이커우 |
| 캐세이퍼시픽 항공   | 홍콩(첵랍콕) |
| 일본항공            | 도쿄(나리타), 도쿄(하네다) |
| 전일본공수          | 도쿄(나리타), 도쿄(하네다) |
| 중화항공            | 타이페이(타오위안) |
| 스타룩스 항공       | 타이페이(타오위안) |
| 에바 항공           | 타이페이(타오위안) |
| 만다린 항공         | 타이중 |
| MIAT 몽골 항공      | 계절편: 울란바타르 |
| 라오 항공           | 비엔티안, 팍세 |
| 말레이시아 항공     | 쿠알라룸푸르 |
| 에어아시아          | 쿠알라룸푸르, 조호르바루, 코타키나발루, 페낭 |
| 미얀마 국제항공     | 양곤 |
| 로얄 브루나이 항공  | 반다르스리브가완 |
| 싱가포르 항공       | 싱가포르 |
| 스쿠트              | 싱가포르 |
| 에어 캄보디아       | 프놈펜, 시아누크빌, 시엠립 |
| 에어아시아 캄보디아 | 프놈펜 |
| 캄보디아 항공       | 프놈펜 |
| 타이 항공           | 방콕(수완나품) |
| 타이 라이온 에어    | 방콕(돈므앙) |
| 타이 비엣젯 항공    | 방콕(수완나품) |
| 타이 에어아시아     | 방콕(돈므앙) |
| 필리핀 항공         | 마닐라, 세부 |
| 세부퍼시픽          | 마닐라, 세부 |
| 부탄 항공           | 계절편: 파로 |
| 에어 인디아         | 델리 |
| 인디고 항공         | 콜카타 |
| 에미레이트 항공     | 두바이 |
| 카타르 항공         | 도하, 프놈펜 |
| 투르크메니스탄 항공 | 아시가바트 |
| 에어 프랑스         | 파리(샤를 드 골) |
| 터키항공            | 이스탄불(아르나부코이) |
| 아에로플로트        | 모스크바(셰레메티예보) |
| 유나이티드 항공     | 로스앤젤레스 - (2025년 10월 27일 재취항), 홍콩(첵랍콕) - (2025년 10월 27일 재취항) |
| 제트스타 항공       | 멜버른, 시드니 |

### 국내선
| 항공사          | 목적지 |
| --------------- | --- |
| 베트남 항공     | 하노이, 까마우, 꼰자오, 꾸이년, 나트랑, 다낭, 달랏, 동호이, 뚜이호아, 분마투엇, 빈, 쁠래이꾸, 츄라이, 타인호아, 푸꾸옥, 하롱, 하이퐁, 후에 |
| 밤부 에어웨이즈 | 하노이, 꾸이년, 나트랑, 다낭, 빈, 타인호아, 하이퐁, 후에                                                                                   |

### 화물 노선
| 항공사                  | 목적지                                                |
| ----------------------- | ----------------------------------------------------- |
| 대한항공 카고           | 서울(인천), 자카르타(수카르노 하타)                   |
| 아시아나항공 카고       | 서울(인천), 싱가포르                                  |
| 에어프레미아 카고       | 서울(인천)                                            |
| 중국남방항공 카고       | 광저우, 하노이                                        |
| 차이나 센트럴 항공      | 난닝                                                  |
| 톈진 항공 카고          | 난닝                                                  |
| SF 항공                 | 선전                                                  |
| 케세이퍼시픽 카고       | 홍콩(첵랍콕), 하노이                                  |
| 에어홍콩                | 홍콩(첵랍콕), 페낭                                    |
| 중화항공 카고           | 타이베이(타오위안), 하노이                            |
| 에바 항공 카고          | 타이베이(타오위안)                                    |
| MAS카고                 | 쿠알라룸푸르                                          |
| Tri-MG 인터 아시아 항공 | 싱가포르                                              |
| 에미레이트 스카이카고   | 두바이(알막툼)                                        |
| 카타르 항공 카고        | 도하                                                  |
| 아에로로직              | 로스앤젤레스, 방콕(수완나품), 프랑크푸르트            |
| 카고룩스                | 룩셈부르크 시티, 마나마, 방콕(수완나품), 홍콩(첵랍콕) |
| 터키항공 카고           | 이스탄불(아르나부코이), 쿠알라룸푸르                  |
| 아에로트랜스카고        | 델리, 홍콩(첵랍콕)                                    |
| 칼리타 에어             | 나고야(주부), 신시내티, 싱가포르, 홍콩(첵랍콕)        |
| 페덱스 익스프레스       | 광저우, 멤피스, 자카르타(수카르노 하타), 하노이       |
| UPS 항공                | 루이빌, 선전, 앵커리지, 호놀룰루                      |

## 미래
떤선녓 국제공항은 혼잡한 호찌민시에 자리잡고 있기 때문에 포화 상태에 이르렀지만, 확장이 어렵다.
베트남 총리의 최근 결정에 따라, 롱타인 국제공항이 국제선을 대체할 예정이다. 신공항 마스터 플랜은 2006년 4월에 승인되었다. 신공항은 호찌민시에서 동쪽으로 약 40km 떨어져 있고, 51A번 고속도로 근처의 석유 중심 도시인 붕따우에서는 북쪽으로 65km 떨어진 곳에 위치해 있는 동나이성 롱타인현에 지어질 예정이다.
롱타인 국제공항은 50km2의 면적에 건설될 예정이며, 4개의 활주로(4,000 m x 60 m)를 가지고 있으며, 에어버스 A380과 같은 대형 여객기를 수용할 수 있다. 이 프로젝트는 2 단계로 나뉘어 있으며, 1단계에서는 평행한 2개의 활주로와 1개의 터미널을 건설하고, 연간 승객 2000만 명을 처리하도록 할 계획이며, 2025년에 완료될 예정이다. 2단계는 2035년에 완료되며, 3개의 여객터미널과 1개의 화물터미널을 추가하여 연간 500만 톤의 화물을 처리할 수 있도록 설계하였다.
2017년 6월 19일 베트남 제14기(2016~2021년) 제3회 국회는 동남부 지방 동나이성 롱타인현에 건설이 계획된 롱타인 국제 공항 안건을 실시하기 위한 토지 수용과 퇴거 보상, 재정착 등에 관한 결의안을 채택했다.
롱타인 국제공항은 2016년 8월에 여객터미널 국제현상설계를 공모하였고, 미국, 영국, 독일 등 해외 공항 전문업체들 등 12개 컨소시엄이 참가하였다. 국내 업체로는 희림이 단독으로 참가해 싱가포르와 일본 컨소시엄, 일본과 프랑스 컨소시엄 등 다국적 해외 설계사로 구성된 컨소시엄 2곳과 함께 최종 후보에 올랐고, 2017년 9월 4일, 희림종합건축사사무소가 공모에 최종적으로 당선됐다.

## 지상 교통 수단

### 버스와 셔틀
버스 터미널은 국제 터미널 앞에 있으며 호치민 시티 버스가 운행합니다 버스 노선 109 및 152와 셔틀 버스 노선 49를 통해 도심과 연결된다. 붕따우 그리고 다른 메콩강 삼각주 도시들을 119번 버스(미엔 타이 버스 정류장 경유)와 고속 미니 버스 서비스.

### 지하철
공항은 호찌민 지하철 4B 선, 4 호선 및 5 호선에 연결되어 도시의 남동부 지역으로 서비스가 제공된다. 그러나 현재 라인이 언제 구성 될지는 알 수 없다.

### 택시
- 터미널 빌딩의 SASCO 여행 카운터. SASCO Travel에는 세관을 비운 후 왼쪽에 카운터가 있다. 직원에게 택시를 주문하고 지불하거나 미리 온라인으로 예약 할 수 있다. 그 후, 우리 직원은 터미널 빌딩에서 택시 대기열로 안내하고 SASCO Travel 차량을 준비한다.

## 같이 보기
- 롱타인 국제공항

## 사진

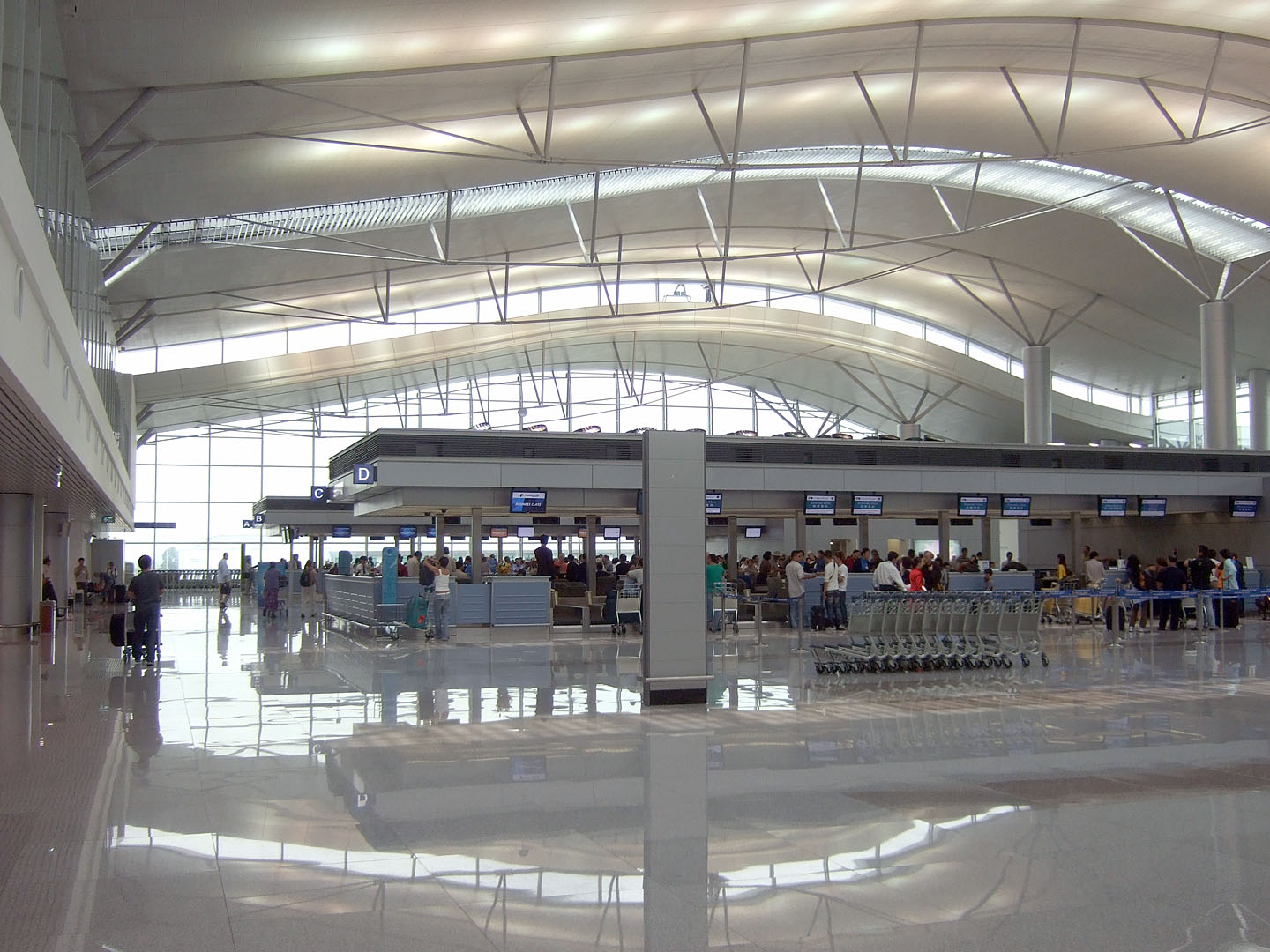
국제선 터미널 내 체크인 카운터